# 15941 Stevegauthier
15941 Stevegauthier este un asteroid din centura principală de asteroizi.

## Descriere
15941 Stevegauthier este un asteroid din centura principală de asteroizi. A fost descoperit pe 29 decembrie 1997 la Kitt Peak National Observatory în cadrul proiectului Spacewatch. Asteroidul prezintă o orbită caracterizată de o semiaxă mare de 3,04 ua, o excentricitate de 0,11 și o înclinație de 14,4° în raport cu ecliptica.